# Метевтамак
Метевтамак (баш. Мәтәүтамак) — деревня в Туймазинском районе Республики Башкортостан Российской Федерации. Входит в состав Карамалы-Губеевского сельсовета.

## География

### Географическое положение
Расстояние до:
- районного центра (Туймазы): 45 км,
- центра сельсовета (Карамалы-Губеево): 8 км,
- ближайшей ж/д станции (Кандры): 42 км.

## Население
| 2002 | 2009 | 2010 |
| ---- | ---- | ---- |
| 433  | ↗443 | ↗457 |

Национальный состав
Согласно переписи 2002 года, преобладающие национальности —  башкиры (72 %), татары (26 %)